# Siccia cinereicolor
Siccia cinereicolor là một loài bướm đêm thuộc phân họ Arctiinae, họ Erebidae.